# Schuberthügel
Schuberthügel är en kulle i Antarktis. Den ligger i Östantarktis. Nya Zeeland gör anspråk på området. Toppen på Schuberthügel är 497 meter över havet, eller 56 meter över den omgivande terrängen. Bredden vid basen är 1,6 km.
Terrängen runt Schuberthügel är varierad. Trakten är obefolkad. Det finns inga samhällen i närheten.